# 疏花樱
疏花樱，旧称疏花稠李，是蔷薇科李属落叶乔木，模式产地为湖北西部兴山县。